# Salvador Soler i Blanchart
Salvador Soler i Blanchart (Mataró, 2 de març de 1908 - Barcelona, 27 de gener de 1990) fou un futbolista català de la dècada de 1930.
Començà a destacar a l'Iluro SC de la seva ciutat natal, on hi juga durant cinc temporades. El 1933 fitxà pel FC Barcelona, on jugà fins 1935. Durant la guerra civil va defensar els colors del CE Júpiter i el RCD Espanyol. Retornà al Barcelona després de la guerra civil. En total disputà 19 partits de lliga i 5 del Campionat de Catalunya amb el conjunt blaugrana.

## Palmarès
- Campionat de Catalunya de futbol:
  - 1934-35